# Veenendaal-Veenendaal 2006
La Veenendaal-Veenendaal 2006, ventunesima edizione della corsa, valida come evento dell'UCI Europe Tour 2006 categoria 1.HC, si svolse il 7 giugno 2006 su un percorso di 209,9 km. Fu vinta dal belga Tom Boonen, che terminò la gara in 4h 56' 08" alla media di 42,54 km/h.
Furono 92 i ciclisti che portarono a termine la competizione.

## Ordine d'arrivo (Top 10)
| Pos. | Corridore           | Squadra         | Tempo    |
| ---- | ------------------- | --------------- | -------- |
| 1    | Tom Boonen          | Quick Step      | 4h56'08" |
| 2    | Steffen Radochla    | Wiesenhof       | s.t.     |
| 3    | Max van Heeswijk    | Discovery Ch.   | s.t.     |
| 4    | Steven de Jongh     | Quick Step      | s.t.     |
| 5    | Sven Teutenberg     | Volksbank       | s.t.     |
| 6    | Jurgen Van Loocke   | Landbouwkrediet | s.t.     |
| 7    | Wouter Van Mechelen | Choc. Jacques   | s.t.     |
| 8    | Kenny van Hummel    | Skil-Shimano    | s.t.     |
| 9    | Aart Vierhouten     | Skil-Shimano    | s.t.     |
| 10   | Marco Bos           | Jo Piels        | s.t.     |